# Jean Kempf
Jean Kempf (geboren 1889 oder 1890; gestorben im Juli 1962 in Adliswil), auch Johann Kempf genannt, war ein Schweizer Fussballgoalie. Er spielte in den 1910er- und 1920er-Jahren beim FC Blue Stars Zürich und beim FC Winterthur und absolvierte vier Spiele in der Schweizer Nationalmannschaft.

## Karriere
Kempf spielte die meiste Zeit seiner Karriere beim FC Blue Stars Zürich, wo ihm beim 1913 erfolgten Aufstieg des Vereins in die Serie A zusammen mit Eduard Rapold und Rosenberger eine Schlüsselrolle zukam.
Nach vier Jahren bei Blue Stars in der höchsten Schweizer Liga wechselte Kempf 1918 zum amtierenden Meister FC Winterthur. In seiner ersten Saison in Winterthur kam er zu vier Einsätzen in der Schweizer Nationalmannschaft, wobei er sein erstes Länderspiel am 23. Dezember 1917 gegen Österreich bestritt. In seiner zweiten Saison in Winterthur, in der Saison 1918/19, wurde er mit Winterthur Sieger der Gruppe Ost, jedoch konnte sich Winterthur in den Finalspielen gegen den späteren Meister Étoile La Chaux-de-Fonds nicht durchsetzen. 
Nach drei Saisons beim FCW wechselte er 1920 zurück zu den Blue Stars. Bei ihnen stand er noch mindestens bis 1924 zwischen den Pfosten.